# San Román de la Vega
San Román de la Vega es una localidad del municipio de San Justo de la Vega, en la provincia de León, comunidad autónoma de Castilla y León (España).

## Situación
Se encuentra al NE de Astorga, al N de San Justo de la Vega, al E de Carneros y al S de La Carrera.
Tiene dos barrios con acceso por carretera, el barrio de Arriba que linda con Sopeña de Carneros y el barrio de Abajo con San Justo de la Vega. Posee una gran extensión de monte, propiedad de los vecinos del pueblo, lindando con Sopeña, Antoñán del Valle, Santibáñez de Valdeiglesias, Estébanez de la Calzada y San Justo de la Vega.
También cuenta con una amplia y rica zona de regadío a orillas del río Tuerto, lindando con San Justo de la Vega, Astorga y Carneros.

## Historia
Situado a la vera del Camino de Santiago y de la ciudad de Astorga, participa de la historia de ambos, aunque las primeras referencias escritas sean de épocas anteriores. Por este motivo, parece lógico que existieran es estas vegas asentamientos prehistóricos de tribus denominadas amacos (rama Ástur). la primera constancia escrita data de 1415, año en el que se establece que esta localidad formaba parte de los llamados "cuartos" de Astorga, es decir sus tierras y población estaban sometidas a la jurisdicción astorgana, y por este motivo tenía el deber de custodiar las puertas de la muralla, al igual que otros pueblos del alfoz. La puerta de Puerta del Rey es velada por San Justo y San Román.
El pueblo estaba ubicado inicialmente en las proximidades al río, a un kilómetro del emplazamiento actual, en el primer tercio del siglo XVIII, una riada destruye la mayoría del pueblo y la iglesia, y a partir de este momento el pueblo y la iglesia se reconstruyen en el lugar actual. Se conserva el retablo de la primitiva iglesia (siglo XVI) y varias tablas que lo componen, reformadas posteriormente en estilo barroco.
Hubo un hospital, en lo que hoy es llamado la fuente del cura donde Eleuterio Canseco (hijo predilecto del pueblo) construyó un lavadero cubierto, así como otras donaciones. En San Justo hay una calle con dirección a San Román que lleva el nombre de Hospital, en recuerdo de éste. Fue unos de los hospitales que había en Astorga y sus alrededores para alojar a los pregrinos a Santiago en la Edad Media.
Existen un pendón, al igual que en la mayoría de las localidades, representativo de las batallas en la que se luchó.

## Tradiciones
"El cotín", pan bendecido que se daba a los animales por San Vicente para librarlos de la rabia.
"Empataderas", juego autóctono.
"Bendición de campos", por San Isidro. 
Carrera del Bollo, en las Jornadas Culturales y en otras fiestas.

## Fiestas
San Vicente: 22 de febrero.
San Isidro: 15 de mayo.
Romería de Castrotierra: Cada siete años, o antes si la sequía es intensa, los "procuradores de la tierra", representantes de concejos del territorio, deciden el momento en el que la Virgen va de peregrina hacia Astorga, para recibir culto en una Novena en la catedral.
Posteriormente se inicia otra peregrinación hasta el castro en el que se ubica la capilla de la Virgen de Castrotierra, Diosa Leonesa de la lluvia. Tanto en al trayecto de ida como en el de regreso, el viaje es épico. Las gentes sencillas caminan, entre rezos y flamear de decenas de pendones, a lo largo de cerca de veinte kilómetros, por rutas que se entroncan en los días de Roma.
Fiesta Mayor: Su celebración original era diez días después de corpus, ahora no tiene fecha fija.
Fiesta de la Cabra: En honor a la virgen el 8 de septiembre. Desde que este día dejó de ser fiesta nacional su festejo se hace el primer fin de semana de septiembre.
San Román: 18 de noviembre.

## Evolución demográfica
| 2000 | 2001 | 2002 | 2003 | 2004 | 2005 | 2006 | 2007 | 2008 | 2009 | 2010 | 2011 | 2021 |
| 592  | 581  | 553  | 529  | 525  | 512  | 496  | 502  | 493  | 486  | 475  | 470  | 421  |

- Datos: Q6119677